# Boeing E-7 Wedgetail
Boeing E-7 Wedgetail (Boeing 737 AEW&C) – samolot wczesnego ostrzegania i dozoru powietrznego powstały na bazie Boeinga 737-700 NG na zamówienie Royal Australian Air Force.

## Historia

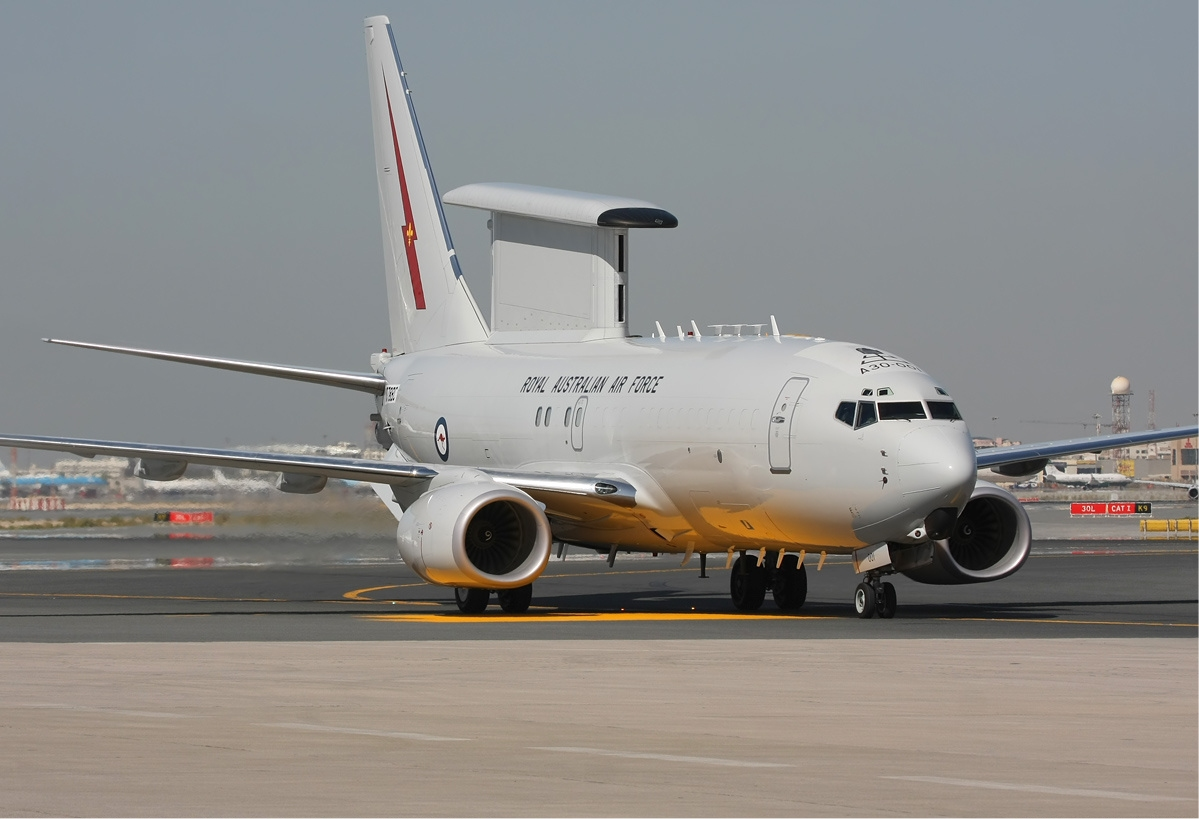
Australijski Boeing 737 AEW&C

W 1980 roku Australia podjęła próbę rozbudowy systemu wczesnego ostrzegania i dowodzenia w ramach projektu oznaczonego jako AIR 64. Zakładał on pozyskanie nowych naziemnych stanowisk radiolokacyjnych oraz zakup samolotu typu AWACS. W 1985 roku obydwa komponenty, naziemny i lotniczy rozdzielono i od tej pory program pozyskania samolotu wczesnego ostrzegania funkcjonował już samodzielnie w ramach projektu oznaczonego jako AIR 77. Wraz z zakończeniem zimnej wojny Australia zredukowała swoje wydatki na zbrojenia. Efektem redukcji było między innymi anulowanie przetargu na nową maszynę w 1989 roku. W połowie lat 90. XX wieku powrócono do projektu. W 1994 roku Sztab Sił Zbrojnych Australii wydał dokument AIR 5077, w którym zawarty był opis programu pozyskania przez ten kraj nowego samolot wczesnego ostrzegania i dowodzenia. W lutym 1997 roku ogłoszono rozpoczęcie międzynarodowego konkursu, w ramach którego miał zostać wyłoniony nowy samolot. Wymagania stawiane nowej konstrukcji rozesłane zostały do potencjalnych producentów w 1998 roku, a już rok później, w lipcu 1999 roku, wyłoniono zwycięzcę, którym został Boeing. Australia planowała zakup siedmiu maszyn, jednak ostatecznie podjęto decyzję o zakupie czterech egzemplarzy z opcją na dalsze trzy. Po podpisaniu 20 grudnia (lub 19 grudnia) 2000 roku kontraktu ustalono, że pierwsze dwa samoloty zostaną zmontowane w Stanach Zjednoczonych, a pozostałe już w Australii. 31 października 2002 roku w Renton miała miejsce uroczystość wytoczenia pierwszego Boeinga przeznaczonego dla Australii. Samolot był w konfiguracji jeszcze przez zamontowanie głównej anteny. 20 maja 2004 roku nastąpił oblot samolotu w docelowej konfiguracji oraz podjęto decyzję o zwiększeniu zamówienia z czterech do sześciu maszyn. Podczas swojego dziewiczego lotu, trwającego około dwóch godzin, za sterami maszyny siedzieli piloci oblatywacze Boeinga Charles Gebhardt i Ray Craig. Powstały samolot nazwany został imieniem orła występującego w Australii Wedgetail i otrzymał oznaczenie E-7A. W 2006 roku okazało się, że program budowy nowych maszyn nie przebiega zgodnie z przyjętymi założeniami. Zamontowany na samolocie radar nie spełniał wymaganych parametrów, pojawiły się kłopoty z integracją awioniki. W związku z powstałymi problemami przesunięto datę odbioru Boeingów na rok 2008, aby następnie znowu przesunąć termin dostawy o kolejny rok. W styczniu 2009 roku został oblatany pierwszy dostarczony Australii Wedgetail. Użytkownikiem samolotów jest jednostka No. 2 Squadron RAAF stacjonująca w bazie RAAF Base Williamtown, należąca do 42. Skrzydła (No. 42 Wing). Jej wydzielone pododdziały operować mają z baz w RAAF Base Darwin i RAAF Base Tindal. Skrzydło operacyjnie podlega utworzonemu 30 marca 2004 roku Grupie Obserwacji i Reagowania (Surveilance and Response Group). 26 listopada 2009 roku w RAAF Base Williamtown miało miejsce uroczyste, formalne przekazanie pierwszych dwóch egzemplarzy samolotu australijskim siłom powietrznym. 19 stycznia 2010 roku australijski minister (Minister for Defence Personnel, Materiel and Science) Greg Combet poinformował, iż Boeing wygrał kontrakt, dzięki któremu będzie on odpowiedzialny za wdrożenie samolotów do linii, wsparcie logistyczne i techniczne. 5 czerwca 2012 roku Boeing przekazał Australii ostatni, szósty zamówiony samolot. Jeden z nich wziął w tym samym roku udział w ćwiczeniach Red Flag na Alasce wraz z polskimi maszynami. Australijskie samoloty wstępną gotowość operacyjną osiągnęły 20 listopada 2012 roku.
8 sierpnia 2013 roku amerykańskie siły powietrzne rozpoczęły ataki na pozycje Państwa Islamskiego w Iraku. 21 września 2013 roku do bazy Al Minhad w Zjednoczonych Emiratach Arabskich przybyły samoloty australijskie mające za zadanie wesprzeć amerykanów i pozostałe państwa biorące udział w operacji „Inherent Resolve” (Właściwe Rozwiązanie). W skład australijskiego kontyngentu lotniczego, nazwanego Air Task Group, wszedł E-7A z No. 2 Squadron RAAF. Wedgetail, wspomagany przez KC-30A zapewniający dostawy paliwa, odpowiedzialny był za kontrolę przestrzeni powietrznej nad Irakiem. W 2014 roku australijski Wedgetail aktywnie uczestniczył w akacji poszukiwawczej malezyjskiego Boeing 777-200ER MH370. 5 lipca 2017 roku australijski rząd ujawnił plan modernizacji samolotów, który zakończył się w połowie 2022 roku. Samoloty zmodernizowano w ramach Project AIR 5077 Phase 5A. W tym samym czasie minister obrony Marise Payne podała do publicznej wiadomości, iż uczestniczący od 2014 roku w operacji Okra, działaniach wydzielonej Air Task Group w ramach międzynarodowej interwencja przeciwko Państwu Islamskiemu, pojedynczy E-7A Wedgetai, spędził w powietrzu 4400 godzin wykonując ponad 350 misji.
W lipcu 2020 roku, australijski Departament Obrony poinformował o planach zastąpienia floty E-7A nowymi samolotami, wstępne plany zakładają rozpoczęcie programu pozyskania nowych maszyn w 2029 roku. Nowa konstrukcja powinna się pojawić w siłach Royal Australian Air Force w drugiej połowie lat 30..

## Turcja

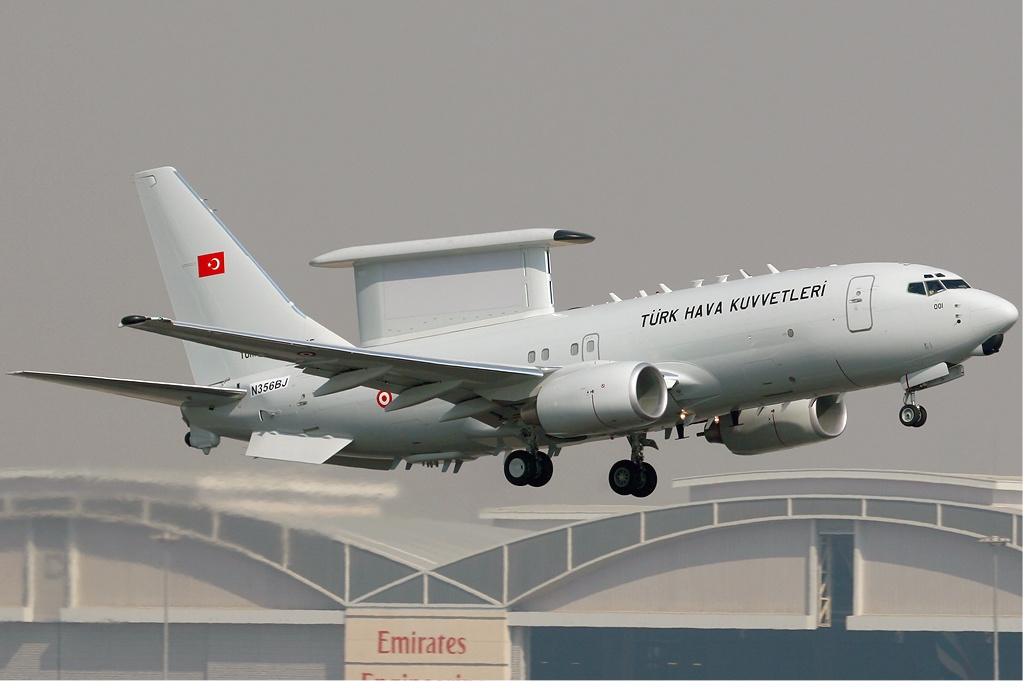
Turecki Boeing 737 AEW&C

27 listopada 2000 roku turecki rząd premiera Bülenta Ecevita ogłosił zamiar zakupu sześciu samolotów wczesnego ostrzegania firmy Boeing z opcją na kolejny, siódmy egzemplarz, w pokonanym polu pozostawiając firmę Raytheon-Israel Aircraft Industries. Wśród powodów zakupu wymieniany był fakt nabycia przez tradycyjnego rywala Grecję samolotów Erieye EMB-145H AEW&C opartych na płatowcu Embraer 145. 4 czerwca 2002 roku Turcja podpisała z Boeingiem kontrakt na dostawę czterech samolotów Boeing 737 AEW&C znanych jako Boeing Peace Eagle (tur. Barış Kartalı) z opcją na kolejne dwa. We wrześniu 2003 roku transakcja uzyskała akceptację rządu Stanów Zjednoczonych. Przebudowę Boeingów dla tureckiego odbiorcy rozpoczęto w 2006 roku. Pierwszy z samolotów miał być w całości zbudowany w zakładach Boeinga w Stanach Zjednoczonych, kolejne trzy maszyny w Turcji. Za ich przebudowę do standardu AEW&C odpowiadały zakłady Turkish Aerospace Industries (TAI). Pierwszy z samolotów został oblatany we wrześniu 2007 roku na lotnisku Boeinga w Seattle. W lipcu 2008 roku w powietrze wzbił się pierwszy samolot zmodyfikowany przez TAI. Pierwotnie rozpoczęcie dostaw planowane było w 2010 roku jednak z powodu opóźnień, spowodowanych między innymi nałożeniem na Turcję embarga na systemy elektroniczne przez Izrael, pierwsze dwie maszyny dostarczono dopiero w 2014 roku. Pierwszą z nich 21 lutego 2014 roku a kolejną w maju i wrześniu tego samego roku. Tureckie samoloty otrzymały imiona własne czterech stron świata – Północ, Południe, Wschód i Zachód (odpowiednio Kuzey, Güney, Doğu i Batı). Ostatni z zamówionych samolotów przekazany został 9 grudnia 2015 roku. 7 letnie opóźnienie w realizacji tureckiego zamówienia Boeing zrekompensuje bezpłatnym wsparciem w eksploatacji maszyn, częściami zamiennymi i aktualizacją oprogramowania również za darmo. Tureckie maszyny wchodzą w skład eskadry 131 Filo Bariş Kartali z bazy 3 Ana Jet Üs Komutanlığı w Konya.

## Korea Południowa
Boeing 737 AEW&C został również zwycięzcą koreańskiego programu na samolot wczesnego ostrzegania E-X, który formalnie rozpoczął się w 2005 roku. Do konkursu, obok Boeinga stanęła izraelska firma Elta, która zaoferowała system zabudowany na płatowcu Gulfstream G550. W sierpniu 2006 roku oficjalnie odrzucono izraelską ofertę a 7 listopada 2006 roku podpisano stosowne porozumienie pomiędzy Koreą a Boeingiem, program zakupu nowych samolotów otrzymał wówczas oficjalną, nową nazwę Peace Eye. Zamówiono cztery samoloty, z których pierwszy został dostarczony do Korei 1 sierpnia 2011 roku. Pozostałe trzy egzemplarze zostały zmodernizowane do ostatecznego wariantu na miejscu, w wytwórni Korea Aerospace Industries. Pierwszy z nich dostarczono 13 grudnia 2011 roku, kolejny 17 maja 2012 roku a ostatni 24 października 2012 roku. Pozyskanie maszyn umożliwi Korei efektywną kontrolę własnej przestrzeni powietrznej, jak również w przypadku wojny, przejęcie od Stanów Zjednoczonych dowodzenia operacyjnego co planowane jest w 2015 roku. 9 października 2016 roku południowo-koreańskie media doniosły, iż koreański rząd autoryzował zakup dwóch dodatkowych egzemplarzy samolotu. Ma to związek ze wzrostem napięcia na półwyspie koreańskim i agresywną polityką północnego sąsiada. Koreańskie samoloty zgrupowane są w 271. Dywizjonie Kontroli Powietrznej wchodzącemu w skład 51. Grupy Kontroli Powietrznej.

## Katar
Podczas odbywającej się w dniach 25–27 marca 2014 roku w Katarze lotniczej wystawy 4th Doha International Maritime Defence Exhibition (DIMDEX) ogłoszono chęć zakupu przez Katar trzech maszyn Boeing 737 AEW&C.

## Stany Zjednoczone
Średnia wieku amerykańskich samolotów wczesnego ostrzegania i dozoru przestrzeni powietrznej Boeing E-3 Sentry, używanych w United States Air Force (USAF) wynosi 43 lata (dane na kwiecień 2022 roku). Generuje to szereg problemów z eksploatacją samolotów. Drastycznie spadł wskaźnik gotowości operacyjnej. Tak jak jeszcze w 2019 roku wynosił 73-74% (dla wszystkich maszyn E-3), w 2020 roku 70,7% dla wersji E-3G i 65,8% dla E-3B, tak już w 2021 roku wartości wynosiły 60,7% dla E-3G i 55,8% dla E-3B. Lata użytkowania sprawiły, iż coraz trudniejsze było serwisowanie jednostek napędowych. Samoloty przeszły co prawda kilka modernizacji, ale nie są one powstrzymać ich spadających wartości gotowości operacyjnej. W październiku 2021 roku formalnie rozpoczęto proces wyboru następcy wiekowych E-3. 8 lutego 2022 roku siły powietrzne opublikowały zapytanie o informacje (ang. Request For Information - RFI), które miało za zadanie rozpoznać potencjalnych producentów, mających zamiar wziąć udział w nowym projekcie USAF. W RFI zostały przedstawione wymagania sił powietrznych, względem nowej konstrukcji. Nowa maszyna definiowany jest jako samolot dowodzenia, kontroli powietrznej, wywiadu, dozoru i rozpoznania. Głównymi zadaniami jakie ma realizować nowy projekt jest dowodzenia i zarządzanie polem walki. W ich ramach, samoloty mają wspierać misję zwalczania celów powietrznych, bezpośredniego wsparcia naziemnego, uzupełniania paliwa w locie, przełamywania obrony przeciwlotniczej oraz bojowego poszukiwania i ratownictwa. Samoloty mają być zdolne do pobierania paliwa w locie z użyciem standardowego dla USAF systemu ze sztywnym łączem. Jeszcze jesienią 2021 roku, przedstawiciele USAF wykluczyli możliwość pozyskania używanych przez United States Navy samolotów Grumman E-2 Hawkeye. Wykluczony został również szwedzki Saab 340 AEW&C Erieye.
26 kwietnia 2022 roku US Air Force ogłosiły, iż Boeing E-7 Wedgetail został wybrany jak następca maszyn E-3 Sentry. Zdaniem amerykańskich sił powietrznych E-7 jest jedyną platformą zdolną spełnić oczekiwania w zakresie zarządzania polem walki, dowodzenia, kierowania i wskazywania celów. Wstępne plany przewidują podpisanie odpowiedniej umowy z producentem samolotu, Boeingiem, w 2023 roku. Pierwszy prototyp przeznaczony dla amerykańskiego odbiorcy ma być gotowy w 2027 roku. 28 lutego 2023 roku amerykański Departament Obrony udzielił Boeingowi zamówienia na opracowanie i dostarczenie dwóch prototypów E-7A Wedgetail. Docelowo US Air Force planują pozyskanie 26 maszyn E-7A.

## Wielka Brytania
W 2021 roku Wielka Brytania wycofała z linii swoje ostatnie Boeingi E-3D Sentry AEW Mk 1. Maszyny będą zastąpione przez zakupione w 2019 roku samoloty E-7. Początkowo kontakt obejmował zakup pięciu E-7 jednak w 2021 roku liczba ta została zredukowana do trzech maszyn. Tym niemniej Wielka Brytania nie wyklucza powrotu do pierwotnej liczby egzemplarzy. We wrześniu 2024 roku oblatano pierwszą z przeznaczonych dla Royal Air Force maszyn.

## NATO
W lipcu 2016 roku podczas szczytu państw NATO odbywającego się w Warszawie, zapoczątkowano projekt Alliance Future Surveillance and Control. Jego celem jest znaczące poprawienie możliwości zwiadowczych, rozpoznawczych, przetwarzania i wymiany informacji oraz komunikacyjnych państw członkowskich Paktu. Jednym z elementów projektu jest zakup nowej platformy kontroli i dozoru obszaru powietrznego. 2019 roku, przedstawiciele Sojuszu wyrazili potrzebę kontynuacji programu pozyskania nowych samolotów dozoru powietrznego i kontroli, mających zastąpić używane przez Sojusz maszyny E-3A Sentry. Swoje zainteresowanie uczestnictwem w zaspokojeniu potrzeb NATO wyrazili Boeing ze swoim E-7A Wedgetail, Northrop Grumman i jego Northrop Grumman E-2D Hawkeye, Saab i GlobalEye, Airbus, General Atomics i L3Harris, które stworzyło konsorcjum z ELTA Systems Group. W kwietniu 2022 roku NATO Support and Procurement Agency (Agencja Wsparcia i Zamówień NATO/NSPA) wystosowała oficjalne zapytanie o informacje do podmiotów przemysłowych, chcących wziąć udział w projekcie. W efekcie wstępnych rozmów podpisano umowy z Boeingiem, General Atomics i konsorcjum Airbus/Northrop Grumman na realizacje prac analitycznych, 15 listopada 2023 roku, NSPA wydała komunikat, w którym poinformowano, iż nowym samolotem, który zastąpi wysłużone E-3A Sentry zostaną amerykańskie E-7A Wedgetail. Plan zakłada nabycie w pierwszej kolejności sześciu samolotów w ramach międzyrządowej umowy ze Stanami Zjednoczonymi i programu Foreign Military Sales. Docelowo NATO musi wymienić całą flotę, szybko starzejących się samolotów dozoru powietrznego i kontroli E-3A. Według harmonogramu Paktu, Sentry mają pozostać w służbie operacyjnej do 2035 roku.

## Konstrukcja
Konstrukcja oparta jest na samolocie Boeing 737-700 NG (Next-Generation) zmodyfikowanym do standardu Increased Gross Weight (Zwiększona Masa Startowa) ze skrzydłami z wariantu 737-800. Sercem całego przenoszonego systemu jest wielofunkcyjny radar produkcji Northrop Grumman Electronic Systems (będącego częścią koncernu Northrop Grumman), Multi-role Electronically Scanned Array (MESA) zbudowany z trzech nieruchomych ścianowych anten z aktywną aperturą. Dwie z nich o długości 9,25 m, wysokości 3,4 m i wadze 2950 kg ustawione są pionowo na kadłubie samolotu, trzecia, dłuższa spoczywa na nich. Każda z bocznych anten pokrywa emisją elektromagnetyczną 120° przestrzeni w poziomie. Przednia część i tylna anteny poziomej pokrywają 60° z przodu i z tyłu samolotu. Dzięki takiemu ułożeniu, pomimo tego, że anteny w odróżnieniu od tej zastosowanej w Boeing E-3 Sentry są nieruchome to zapewniają jednak obserwację w zakresie 360° wokół samolotu. Obudowa anten w przekroju czołowym przypomina literę T. Jej całkowita długość wynosi 10,8 m, a wysokość 3,4 m. Obudowa jest pochylona w kierunku dziobu samolotu, różnica pomiędzy wysokością przedniej i tylnej części obudowy wynosi 7°. Radar pracuje w paśmie L o długości fali od 15 do 30 cm (1–2 GHz). To pasmo dobrze sprawdza się w monsunowym klimacie z cyklonami i burzliwą atmosferą. Wiązka radiolokacyjna może być koncentrowana w szerokości 2 – 8°, a częstotliwość skanowana może być regulowana w zakresie od trzech do czterdziestu sekund. Radar może wykrywać cele powietrzne, morskie, nisko lecące oraz w ograniczonym zakresie poruszające się cele lądowe. Przeszukanie obszaru powietrznego wokół samolotu zajmuje 10 sekund. W tym samym momencie, równolegle, może być prowadzona operacja namierzania celów powietrznych, celów znajdujących się na powierzchni morza oraz kontrola obszaru powietrznego wokół samolotu. W sprzyjających warunkach w tzw. wolnej przestrzeni, stacja radiolokacyjna może wykrywać cele oddalone o 600 km. Podczas wykrywania celów nisko lecących, na tle ziemi, zasięg radaru wynosi około 370 km. Zasięg wykrywania celów na powierzchni morza wynosi 240 km. Jednocześnie można prowadzić operację śledzenia 180 celów z równoległym przechwytywaniem 24 z nich. Obok aktywnego skanowania przestrzeni wiązką elektromagnetyczną, radiolokator MESA ma możliwość pracy w trybie pasywnym, wykrywania obcych emisji elektromagnetycznych na dystansie do 850 km, przy wysokości lotu 9000 m. Maszyna posiada również systemy do samoobrony, są to układ ostrzegania o odpalonych pociskach rakietowych AN/AAR-54, układ kierunkowego wytwarzania zakłóceń w paśmie podczerwieni AN/AAQ-24, wyrzutnik flar i dipoli AN/ALE-47 i układ ostrzegający o opromieniowaniu laserowym.